# Динец, Владимир Леонидович
Владимир Леонидович Динец (17 мая 1969, Москва) — зоолог, доктор философии (2011), автор популярных книг о природе и путешествиях, соавтор нескольких томов «Энциклопедии природы России».

## Биография
Родился в Москве, с детства увлекался биологией и путешествиями. С 1997 г проживает в США, в 2017-2019 гг жил на о-ве Окинава.

## Деятельность
В 1991 году окончил факультет кибернетики МИРЭА. В 1991—1993 годах работал в Институте Глобального Климата и Экологии. Занимался исследованиями фауны удаленных районов СССР. В 1992 году нашёл разгадку тайны, долгие годы не дававшей покоя зоологам: каким образом тундряные куропатки зимуют на Земле Франца-Иосифа в условиях полярной ночи? Оказалось, что куропатки питаются богатой растительностью на крутых приморских скалах в местах, где летом существуют птичьи базары.
В 1993 году совершил путешествие по Китаю, побывав во всех провинциях и многих удаленных районах, в том числе в одном участке долины Меконга, который никогда прежде не посещался исследователями. В 1995 году совершил полугодовое путешествие по десяти странам Латинской Америки, где изучал редкую фауну.
С 1993 по 1997 годы работал в Фонде Актуальной Биологии.
В 1993—1997 годах написал ряд книг о путешествиях, которые широко разошлись в электронной версии и послужили одним из стимулов к возникновению российского автостопного движения. Позже многие из этих книг были изданы в бумажном варианте и с тех пор имеют культовый статус среди самостоятельных путешественников. В тот же период был соавтором ряда книг серии «Энциклопедия природы России» общим тиражом 26 000 экземпляров и автором ряда статей в журналах Вокруг света и Химия и жизнь.
В 1996—1999 годах исследовал проблему нелегальной торговли редкими видами насекомых, был приглашен в качестве консультанта правительствами Непала и Сиккима.
В 1998—2005 годах занимался исследованиями биологии морских млекопитающих, эпидемиологии чумы на Великих Равнинах (в университете Колорадо) и хантавируса на юго-западе США (в университете Нью-Мексико). Был соавтором книги «Экологический справочник по Российскому Дальнему Востоку». Путешествовал по Северной Америке, Южной Америке, Юго-Восточной Азии, Африке и Мадагаскару. В эти годы совершил ряд наблюдений за редкими птицами и млекопитающими, никогда прежде не виденными зоологами в естественных условиях. В частности, в 2001 году на Борнео впервые в истории сфотографировал в природе калимантанскую кошку. В 2004 году организовал сольную экспедицию в горы Афганистана и Пакистана на поиски скальной летяги и сумел впервые найти её в природе.
В 2005—2011 годах занимался изучением поведения крокодилов, аллигаторов и кайманов в 26 странах. В 2005 году стал первооткрывателем «танцев» аллигаторов, к 2010 году расшифровал значение большинства сигналов, используемых крокодилами и аллигаторами для коммуникации на дальние расстояния, а также механизмы эволюции «языков» этих животных. В 2009—2013 годах доказал наличие у крокодилов и аллигаторов способности планировать совместные действия (об этой способности упоминалось в трудах Миклухо-Маклая, но это упоминание оставалось забытым до исследований В. Динеца), а также способности использовать приманки для охоты на птиц. В 2011 году защитил диссертацию в университете Майами, на основании которой написано 16 научных статей и научно-популярная книга «Песни Драконов», изданная в США и России и вошедшая в шорт-листы премий «Большая книга» и «Просветитель» за 2016 год. Стал победителем читательского голосования.
В 2011 год и 2019 год годах участвовал в экспедициях Всемирного фонда дикой природы в горы Вьетнама для изучения саолы; первым из зоологов сумел найти и сфотографировать следы саолы и затем наблюдать ее в природе .
C 2011 года — профессор университета Теннесси, где изучает эволюцию поведения животных и вопросы их охраны.
В 2012—2013 годах работал исследователем в университете штата Луизиана, где участвовал в программе по реинтродукции американского белого журавля. В 2012 году был автором ряда статей в журнале Вокруг Света и популярной книги «Дикарем в Африку».
В 2017—2019 годах работал в Окинавском Институте Науки и Технологии (Япония) и вел полевые исследования в Центральной Африке, Арктике, Восточной Азии и других регионах.
В настоящее время преподает математику в университете Ратгерс и продолжает исследования по зоологии, экологии и охране природы. В 2020 г открыл первый случай постоянной теплокровности у беспозвоночных .